# 5403 Такатіхо
5403 Такатіхо (5403 Takachiho) — астероїд головного поясу, відкритий 20 лютого 1990 року.
Тіссеранів параметр щодо Юпітера — 3,218.
Названо на честь міста Такатіхо (яп. たかちほ(高千穂) такатіхо).